# Albert Sorel
Albert Sorel (Honfleur, 1842. augusztus 13. – Párizs, 1906. június 29.) francia történész.

## Élete
1866-tól egy darabig a külügyminisztériumban hivatalnokoskodott, 1872-ben Párizsban a történelem tanára, 1876-ban a szenátusi elnökség főtitkára lett. 1894-ben Taine helyére beválasztották az akadémiára.

## Történelmi munkái
- Le traité de Paris du 20 nov. 1815 (1873)
- Histoire diplomatique de la guerre franco-allemande (2 köt., 1885)
- La question d'Orient au XVIIIe siècle (1878)
- L'Europe et la Révolution française (2 köt., 1885-87, ennek első része Szathmáry Györgytől 1887-ben magyarul is megjelent)
- Bonaparte et Hoche en 1797 (Párizs, 1896)
- Montesquieu (1887)
- Précis du droit des gens (Funck-Brentanóval együtt, 2. kiad. 1887)

Írt regényeket is: La grande falaise (1872); Docteur Egra (1873)

### Magyarul
- Európa és a franczia forradalom. 1. rész, A politikai erkölcsök és a hagyományok; ford. Szathmáry György; Akadémia, Bp., 1888 (A Magyar Tudományos Akadémia Könyvkiadó Vállalata-sorozat)